# Viện Thống kê Quốc tế
Viện Thống kê Quốc tế, viết tắt theo tiếng Anh là ISI (International Statistical Institute) là một tổ chức phi chính phủ quốc tế hoạt động trong lĩnh vực thực hiện, nghiên cứu và ứng dụng thống kê quốc tế.
ISI được thành lập năm 1885, mặc dù đã có các đại hội thống kê quốc tế từ năm 1853.
Viện có trụ sở tại Voorburg, Hà Lan. Viện hiện có khoảng 4.000 thành viên được bầu từ chính phủ, học viện và khu vực tư nhân. Các Hiệp hội trực thuộc có tư cách thành viên mở cho bất kỳ nhà thống kê chuyên nghiệp nào. Viện xuất bản nhiều loại sách và tạp chí, đồng thời tổ chức hội nghị quốc tế hai năm một lần. Hội nghị hai năm một lần thường được gọi là Phiên họp ISI (ISI Session). Tuy nhiên, kể từ năm 2011, nó hiện được gọi là Đại hội Thống kê Thế giới ISI (ISI World Statistics Congress).
ISI là thành viên liên hiệp khoa học của Hội đồng Khoa học Quốc tế (ISC) 

## Mục tiêu
Mục đích của ISI là thúc đẩy quan hệ cá nhân và sự hiểu biết lẫn nhau giữa các nhà thống kê ở các bộ phận khác nhau của thế giới thông qua việc tổ chức các cuộc họp khoa học, thông qua các chương trình nghiên cứu chung và bằng phương tiện của các ấn phẩm của một nhân vật quốc tế về các vấn đề quan trọng hiện nay.

## Xuất bản
ISI xuất bản các tạp chí:
- Bulletin of the International Statistical Institute
- International Statistical Review
- Statistical Theory and Method Abstracts
- Bernoulli
- Computational Statistics & Data Analysis
- Statistics Education Research Journal
- Statistics Surveys

ISI cũng xuất bản các ấn phẩm theo chủ đề nhất định, phát hành không định kỳ.